# Сталинские репрессии в Чечено-Ингушетии

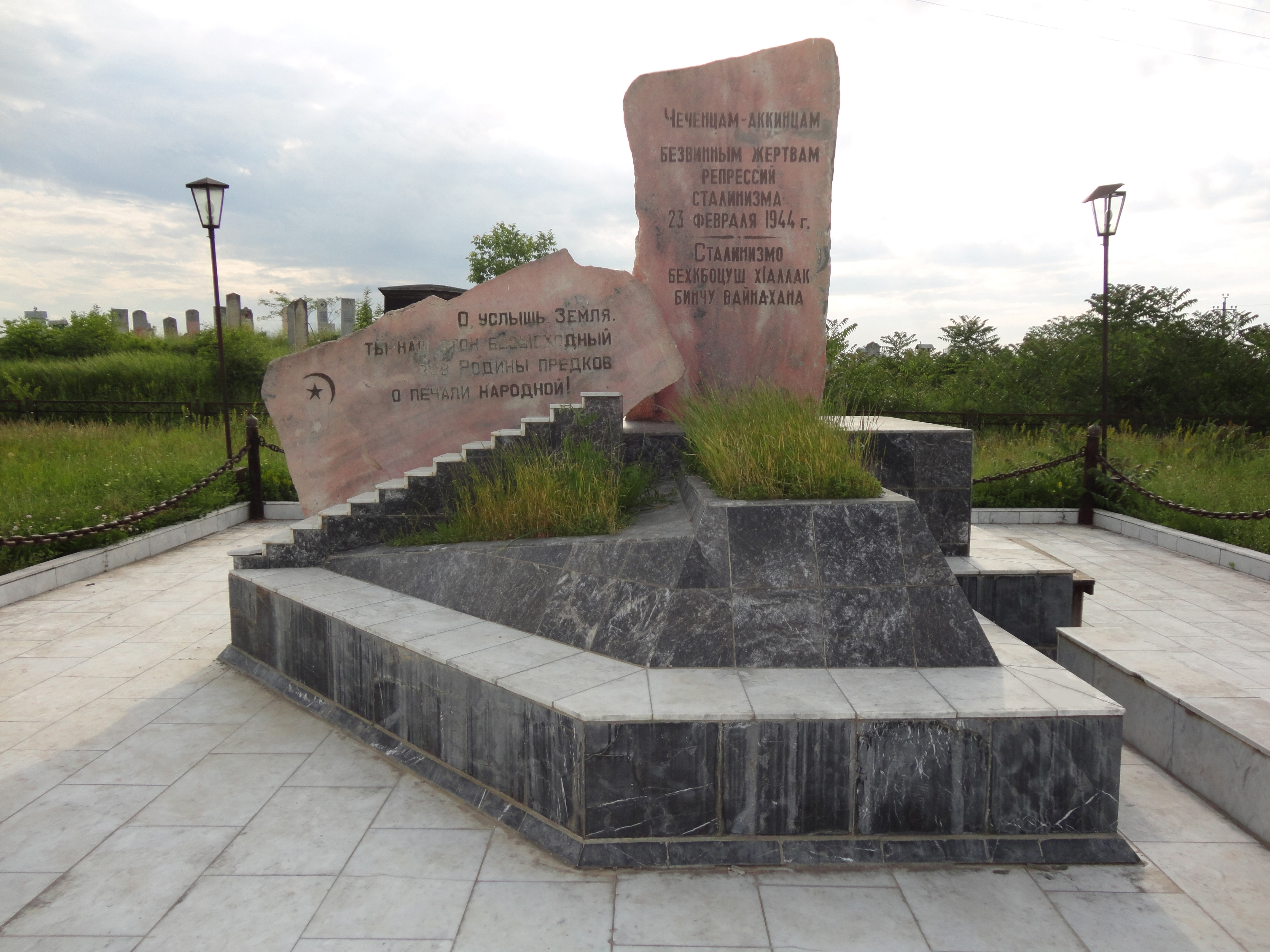
Памятник жертвам сталинизма чеченцам-аккинцам.

Сталинские репрессии в Чечено-Ингушетии происходили в период с конца 1920-х по конец 1950-х годов. На момент начала репрессий Чечня и Ингушетия были отдельными административными единицами: Чеченской (создана в 1922 году) и Ингушской автономными областями (1924 год) соответственно. В 1934 году эти две области были объединены в одну Чечено-Ингушскую автономную область, которая, в свою очередь, в 1936 году была преобразована в Чечено-Ингушскую АССР. Апогеем репрессий в республике стали депортация чеченцев и ингушей и ликвидация Чечено-Ингушской АССР.

## Коллективизация
20 марта 1925 года был принят декрет ЦИК и СНК СССР «О лишении бывших помещиков право на землепользование и проживание в принадлежавших им до Октябрьской революции хозяйствах». 22 июня того же года вышла инструкция ВЦИК и СНК СССР «О порядке выселения бывших помещиков и ликвидации их имущественных отношений, изъятия национализированного имущества от бывших помещиков». Руководствуясь этими постановлениями власти местными органами принимались решения о выселении бывших владельцев за пределы Кавказа и конфискации всего имущества за исключением предметов домашнего обихода. За пределы региона выселялись представители знати, духовенства, купечества и офицерства. У менее зажиточных конфисковали домовладения, и переселяли внутри автономии в условия, «приближённые к сельской бедноте». Во избежание репрессий семья купца второй гильдии Шахбота Измайлова добровольно сдала комиссии своё движимое и недвижимое имущество. Зажиточные семьи, не сделавшие этого, подверглись репрессиям и выселению.
Ситуация усугублялась разрухой, оставшейся после Гражданской войны. Так, в Ингушетии были разрушены 8 аулов и 13 хуторов, остались без жилья 5613 дворов. В 1927 году председатель ЦИК М. И. Калинин вручил жителям села Сурхахи благодарственную грамоту за активную поддержку Красной армии. В июле 1919 года, когда Ингушетия находилась под властью деникинцев, жители села отказались провести мобилизацию, подняли восстание, напали на белогвардейский эшелон в Назрани и разоружили его. Для подавления восстания командование добровольческой армии было вынуждено снять с фронта 15 тысяч штыков. В том же году, когда была вручена грамота, в том же селе была выявлена и репрессирована группа лиц занимавшаяся «подрывной антисоветской деятельностью».
Центральными властями страны планировалось проведение коллективизации в 1932—1933 годах. Однако местное руководство решило отрапортовать о выполнении этих планов досрочно и начало процесс в 1929 году. Ответом на принудительную коллективизацию стало восстание. Жители Урус-Мартана так ответили на вопрос о причинах своих действий:
В Урус-Мартане у нас отобрали весь хлеб и объявили, что пока мы не сдадим хлеб, они [местные власти] закрывают мечеть. У того, у кого нет хлеба, отбирают скот, у кого не осталось скота, отбирают одежду. Лучше умереть в горах с оружием в руках, чем оказаться без брюк в ГПУ.
Так называемый единый налог из-за отсутствия денег у значительной части населения, взимался дровами, одеждой, мебелью, посудой и т. д. За поступлением налогов следило ГПУ, зачастую используя для этого силовые методы. В своих обзорах для Политбюро оно писало, что «для усиления поступления остатков налога обычно применяются репрессии — опись, продажа имущества, вплоть до ареста неплательщиков».
Попытки насильственного изменения традиционного уклада вызывали вооружённое сопротивление населения, для борьбы с которым были созданы специальные оперативные отряды. Наиболее масштабными были вооружённые выступления в сёлах Гойты и Шали (1929 год), Беной и Галанчож (1930 год). В марте 1932 года власть решила увеличить план по заготовкам мяса, хотя в результате коллективизации поголовье скота уменьшилось. Это привело к очередному взрыву народного возмущения, центром которого стал Ножай-Юртовский район. В выступлении участвовали даже женщины. Восстание было подавлено в течение двух недель. Потери населения составили 333 убитых и 150 раненных. В большинстве случаев выступления были спровоцированы ГПУ для ликвидации наиболее активной части населения. Но Советская власть в Чечне ещё не чувствовала себя достаточно уверенно, поэтому восстания окончились не преследованиями восставших, а компромиссом. Часть восставших, сложивших оружие, была на некоторое время амнистирована.

## Борьба с религией
Отношение Советской власти к религии в национальных окраинах менялось со временем. У горцев вызывала возмущение политика Временного правительства, которое отклонило требование Всероссийского съезда мусульман создать собственную систему образования, религиозные и военные институты. 3 декабря 1917 года советское руководство обнародовало манифест к трудящимся мусульманам России и Востока, гласивший:
… отныне все ваши верования, ваши обычаи, ваши национальные и культурные учреждения останутся свободными и неприкосновенными.
В период с 1928 до начала 1940-х годов государственная политика в отношении религии радикально меняется. В апреле 1929 года выходит постановление «О религиозных объединениях», которое становится юридическим основанием для преследования верующих и ликвидации объектов религиозного культа. Закрываются мечети, упраздняется религиозное образование, запрещается чтение религиозной литературы. Вместо арабской письменности, использовавшейся национальной интеллигенцией, национальным меньшинствам была навязана письменность на базе латиницы, которая впоследствии была заменена на кириллицу. Была уничтожена почти вся духовная элита чеченцев и ингушей.
Было объявлено о начале в 1932 году «Безбожной пятилетки», согласно планам которой в 1937 году должны были быть закрыты все религиозные учреждения. О достигнутых в ходе этой пятилетки результатах в апреле 1937 года председатель Грозненского горсовета Хрисанф Чернокозов докладывал комиссии по вопросам культа при Президиуме ВЦИК. В докладе говорилось, что за годы пятилетки в Грозном было разрушено 10 религиозных строений из 16, среди которых и единственная чеченская мечеть. К тому времени в городе сохранились две синагоги, польский костёл, православная церковь, православный молельный дом, иранская мечеть.
Первый секретарь Ингушского обкома ВКП(б) И. М. Черноглаз начал репрессии руководителей и рядовых членов религиозных общин области. В результате в 1930 году он был убит. В убийстве был обвинён предыдущий руководитель обкома Идрис Зязиков, который был приговорён к десяти годам каторги. В общей сложности по «делу Зязикова» было арестовано более 80 партийных, советских и хозяйственных работников.

## Политика ОГПУ
27 человек, сопровождавших одного из руководителей Союза объединённых горцев Северного Кавказа и Дагестана Висан-Гирея Джабагиева в Грузию в 1921 году, были уничтожены ГПУ. Офицер Созерко Мальсагов, находившийся в заключении в Соловецком лагере особого назначения, в 1925 году совершил побег за границу, а в 1926 году издал книгу «Адский остров», рассказывающую о своём заключении. Вскоре после выпуска книги в Ингушетии был расстрелян его старший брат Ахмед за кровное родство с эмигрантом. Через некоторое время были репрессированы ещё два брата Мальсагова, остававшиеся в Ингушетии.
Осенью 1930 года в Ингушетию прибыл сотрудник среднеазиатского ОГПУ монгольского происхождения. Он выдавал себя представителя Японии и распространял слухи о предстоящей освободительной войне Японии против СССР. «Японец» вербовал сторонников для будущей войны и предлагал им оружие. По «делу о японском заговоре» в Ингушетии были расстреляны 21 человек и сосланы 400.
Согласно разнарядке генерального комиссара госбезопасности Н. И. Ежова, доля врагов народа в каждом регионе страны составляла 0,1-0,15 %. Исходя из этих цифр в местные органы ОГПУ спускались «лимиты», которыми они должны были руководствоваться при проведении репрессий. Перевыполнение лимитов поощрялось наградами и званиями. Благодаря превышению лимитов нарком внутренних дел Чечено-Ингушетии Н. И. Иванов считался одним из лучших региональных руководителей НКВД в стране, что, однако, не спасло его от расстрела в 1940 году.
Георгий Маленков заявил второму секретарю обкома ВКП(б) Чечено-Ингушетии Хаси Вахаеву: «В Чечено-Ингушетии каждый второй коммунист — враг народа, а каждый третий чеченец или ингуш — бандит». Республиканскому руководству Маленковым был отпущен один месяц на составление их списка. Приказы руководства обязывали местные органы вскрывать всевозможные диверсионно-подрывные организации. Для придания видимости законности такие организации выдумывались на местах. За поимку «диверсантов» и «вредителей» сотрудники получали награды. Те сотрудники, которые делали это, с точки зрения начальства, недостаточно энергично, сами попадали под каток репрессий.

## Коренизация
В 1920-х годах началась так называемая политика коренизации кадров с целью сглаживания противоречий между центральной властью и коренным населением национальных республик страны. Для этого осуществлялась подготовка национальных кадров и их продвижение на руководящие позиции в национальных образованиях, формирования национальной интеллигенции. Местным руководством было запланировано довести долю национальных кадров в государственном аппарате до 60 %. Кроме того, предполагалось ликвидировать безграмотность, ввести преподавание в национальных школах на родном языке, ввести национальные языки в программу на всех уровнях образования от начального до высшего и т. д. В начале 1937 года коренизация госаппарата была доведена до 70 %. Зулай Хамидова писала, что работу и престижные назначения получили «все, кто имел хоть какое-то образование и авторитет среди населения».
1 августа 1937 года по заранее составленным спискам НКВД по всей республике прошла «генеральная операция по изъятию антисоветских элементов». Были репрессированы именно те кадры, которые выдвинулись на руководящие посты по итогам политики коренизации. В результате чистки было арестовано 14 тысяч человек (что составляло около 3 % населения республики на тот момент), которые в дальнейшем были частично расстреляны, частично отправлены в ссылки.
В сентябре 1937 года в газете «Правда» была опубликована статья «Буржуазно-националистический клубок в Чечено-Ингушетии», в которой утверждалось, что в руководстве республики засели «буржуазные националисты». В октябре того же года в республику прибыл секретарь партколлегии ЦКК ВКП(б) Матвей Шкирятов. 10 октября прямо на заседании Пленума обкома все присутствовавшие чеченцы и ингуши были арестованы. Хотя арестованы они были вместе, обвинения предъявлялись различные — от измены родине до шпионажа. Затем приказ об аресте был распространён на всех горцев от председателя правительства республики до руководителей сельсоветов.
Чистки продолжались до ноября 1938 года. В результате этого этапа репрессий было арестовано, по некоторым данным, около 200 тысяч человек.
Была полностью разгромлена республиканская писательская организация. Из 12 членов Союза писателей Чечено-Ингушетии было арестовано 9 человек, осуждено 7 человек, расстреляно 4 человека. Были расстреляны Шамсуддин Айсханов, Ахмад Нажаев, Абди Дудаев, Саид Бадуев. В последующие годы в различных источниках утверждалось, что они скончались в лагерях в 1943 году. Были арестованы Абдурахман Авторханов, Магомед Шатаев, Магомед Сальмурзаев и другие.
В 1940-е годы началась вторая волна репрессий. Был продлён срок осуждённому ещё в 1932 году Саидбею Арсанову. Почти 18 лет провёл в ссылке в городе Игарка Магомет Мамакаев. 15 лет провёл в лагерях Магадана Халид Ошаев, 14 лет там же провёл Арби Мамакаев.
В 1981—1990 годах в результате пересмотра дел осуждённых в этот период были посмертно реабилитированы более 6 тысяч человек.

## Депортация
Указ Президиума Верховного Совета СССР от 7 марта 1944 года о ликвидации Чечено-Ингушской АССР и об административном устройстве её территории гласил:
В связи с тем, что в период Отечественной войны, особенно во время действий немецко-фашистских войск на Кавказе, многие чеченцы и ингуши изменили Родине, переходили на сторону фашистских оккупантов, вступали в отряды диверсантов и разведчиков, забрасываемых немцами в тылы Красной Армии, создавали по указке немцев вооружённые банды для борьбы против советской власти, а также учитывая, что многие чеченцы и ингуши на протяжении ряда лет участвовали в вооружённых выступлениях против советской власти и в течение продолжительного времени, будучи не заняты честным трудом, совершают бандитские налёты на колхозы соседних областей, грабят и убивают советских людей, — Президиум Верховного Совета СССР постановляет:
1. Всех чеченцев и ингушей, проживающих на территории Чечено-Ингушской АССР, а также в прилегающих к ней районах, переселить в другие районы СССР, а Чечено-Ингушскую АССР ликвидировать.

Совнаркому СССР наделить чеченцев и ингушей в новых местах поселения землей и оказать им необходимую государственную помощь по хозяйственному устройству…

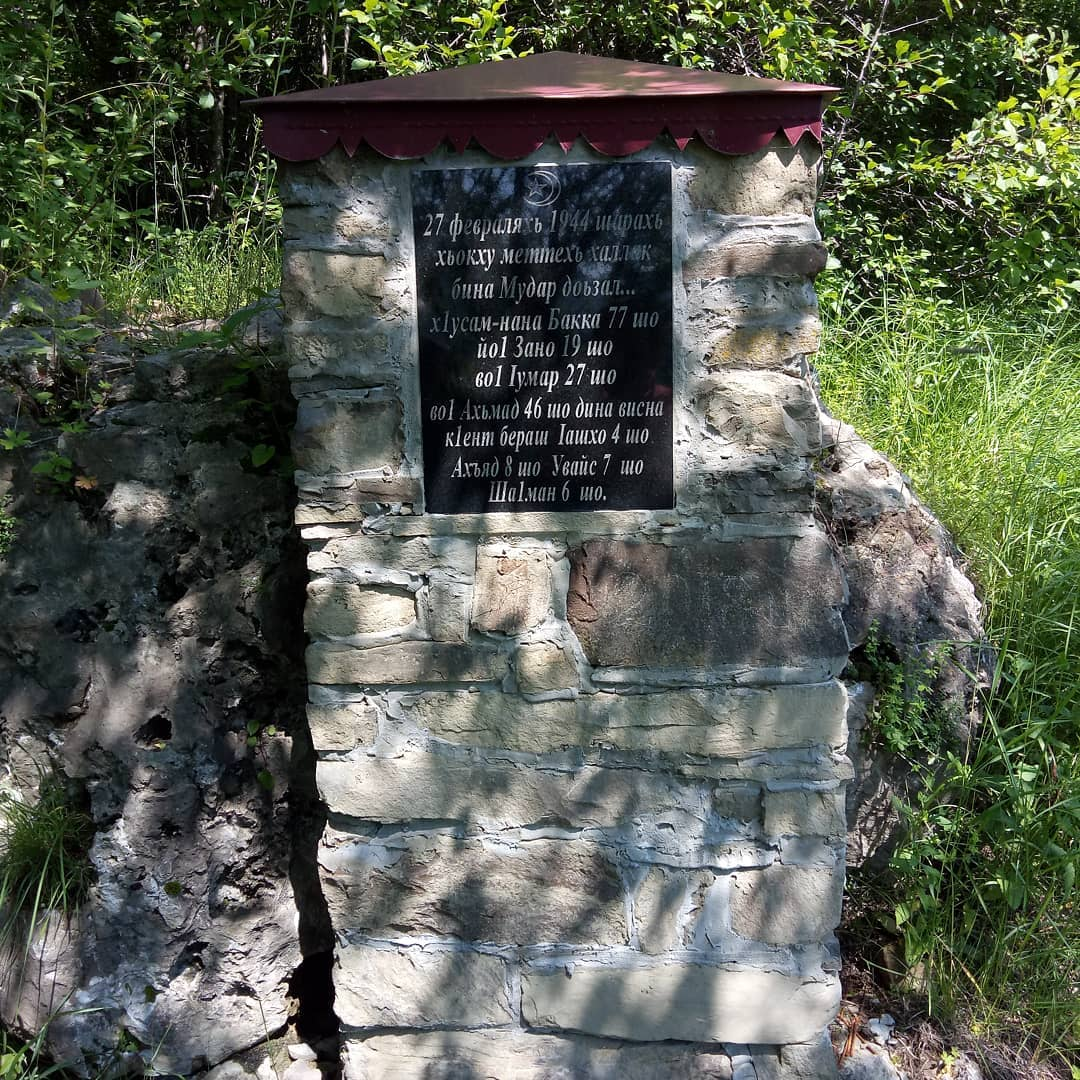
Тийста, Нашха. Место расстрела одной из семей во время депортации.

Тезис о массовом сотрудничестве с оккупантами несостоятелен ввиду отсутствия самого факта оккупации. Вермахтом была захвачена только незначительная часть Малгобекского района Чечено-Ингушетии и фашисты были выбиты оттуда через три месяца. Реальные причины депортации окончательно не установлены и до сих пор являются предметом ожесточённых дискуссий. Кроме того, депортация народов, ликвидация их государственности и изменение границ были незаконными, поскольку не предусматривались ни Конституциями Чечено-Ингушетии, РСФСР или СССР, ни какими-либо другими законными или подзаконными актами. В современной историографии эти обвинения рассматриваются как несправедливые и лицемерные, а отмена судебного разбирательства против конкретных лиц, приписывание коллективной вины и применение коллективного наказания по признаку этнической принадлежности признаются серьёзными преступлениями против человечества.
Уровень бандитизма в республике не превышал аналогичных показателей в соседних регионах. В августе 1943 года на всём Северном Кавказе действовало 156 незаконных вооружённых формирований, состоявших из 3485 человек. В том числе: в Чечено-Ингушетии — 44 (300 участников), в Кабардино-Балкарии — 47 (900 участников), в Дагестане — 1500 участников, тысяча дезертиров и 800 человек, уклоняющихся от мобилизации. В Северной Осетии за три года войны — 4366 дезертиров, 862 случая уклонения от службы, также активизировались «политбанды» и диверсанты абвера. С начала войны до второй половины 1944 года по Северному Кавказу было отмечено 49 362 случая дезертирства, из них по Краснодарскому краю 23 711 случай, по Ставропольскому краю — 10 546, по Чечено-Ингушетии — 4441, по Северной Осетии — 4366.
Депортация чеченцев и ингушей стала самой масштабной акцией такого рода в СССР: в её ходе, по разным данным, было выселено до 650 тысяч человек. Общую смертность среди вайнахов можно оценить примерно в 123 тысячи человек (около 100 тысяч чеченцев и 23 тысячи ингушей, то есть каждый четвёртый из обоих народов). С учётом «ординарной» смертности, потери от депортации могут быть оценены приблизительно в 90—100 тысяч человек. Это составило около 20 % первоначальной численности депортированных. По оценкам Д. М. Эдиева, потери от депортации составили 125 477 чеченцев (30,76 % от числа депортированных) и 20 284 ингуша (21,27 %).

Грозненская область.

Чечено-Ингушская АССР была ликвидирована, а на её месте образована Грозненская область. При этом территория нового образования не совпадала с территорией Чечено-Ингушетии: некоторые районы были переданы в состав соседних Дагестанской и Северо-Осетинской АССР, Ставропольского края и Грузинской ССР, некоторые районы соседей были, наоборот, переданы в состав Грозненской области.
Для осуществления депортации на несколько месяцев были привлечены до 19 тысяч сотрудников НКВД и НКГБ, 100 тысяч солдат внутренних войск (больше, чем на некоторые фронтовые операции). Для перевозки выселяемых было собрано более 15 тысяч вагонов и сотни паровозов, 6 тысяч грузовых автомобилей. Были затрачены огромные средства на встречу и размещение «спецконтингента». В местах депортации были созданы сотни комендатур с тысячами сотрудников в офицерских званиях. Были разорены примерно 100 тысяч крестьянских хозяйств, что нанесло экономике страны ущерб в несколько миллиардов рублей. Только перевозка спецпереселенцев стоила государству 150 млн рублей, на которые можно было построить 700 танков Т-34.

## В культуре
19 февраля 1989 года в селении Ярыксу-Аух Новолакского района Дагестана был установлен Памятник жертвам сталинизма чеченцам-аккинцам. Памятник был первым такого рода в стране.